# Хела
Хела (грч. Έλλη, лат. Helle) је кћерка орхоменског краља Атаманта и богиње облака Нефеле.

## Митологија
Хела је, са својим братом Фриксом, провела мукотрпно детињство јер је њихов отац, напустио њихову мајку Нефелу и довео им Ину, кћерку тебанског краља Кадма, која их је мрзела од самог почетка.
Ина је, својим сплеткама успела да наговори Атаманта да жртвује свога сина Фрикса боговима. Када је Атамант водио свога сина према жртвенику, Нефела је послала великог овна са златним руном који је Фрикса и Хелу узео на леђа и полетео са њима према истоку. На путу, за време лета, када су се нашли над морским теснацем који одваја Европу и Азију, Хела није успела да се одржи на овну и пала је у море.
Фрикс није успео да спасе своју сестру, али је, њој у спомен, назвао море у које је пала Хелиним морем - Хелеспонтом. Читав средњи век то море се звало Хелиним именом, а данас су то Дарданели.